# Elencos da Bora-Argon 18
A equipa ciclista profissional alemão Bora-Hansgrohe tem tido, durante toda a sua história, os seguintes elencos:

## Team NetApp

### 2010

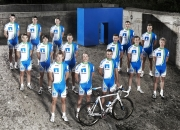
O modelo na apresentação do 2010

| Nome                | Nascimento | Nacionalidade | Equipa de 2009          |
| Jan Bárta           | 07.12.1984 | Chéquia       | KTM-Junkers             |
| Eric Baumann        | 21.03.1980 | Alemanha      | Nutrixxion-Sparkasse    |
| Cessar Benedetti    | 03.08.1987 | Itália        | Neoprofissional         |
| Dimitri Claeys      | 18.06.1987 | Bélgica       | Neoprofissional         |
| Bastien Delrot      | 01.05.1986 | França        | Roubaix-Lille Métropole |
| Andreas Dietziker   | 15.10.1982 | Suíça         | Vorarlberg-Corratec     |
| Huub Duyn           | 01.09.1984 | Países Baixos | Garmin-Slipstream       |
| Tassilo Fricke      | 16.07.1991 | Alemanha      | Neoprofissional         |
| Alexander Gottfried | 05.07.1985 | Alemanha      | Kuota                   |
| Nico Keinath        | 14.01.1987 | Alemanha      | Nazionale Elettronica   |
| Alexander Meenhorst | 26.02.1987 | Nova Zelândia | Neoprofissional         |
| Andreas Schillinger | 13.07.1983 | Alemanha      | Nutrixxion-Sparkasse    |
| Daniel Schorn       | 21.10.1988 | Áustria       | ELK Haus                |
| Michael Schwarzmann | 07.01.1991 | Alemanha      | Neoprofissional         |
| Timon Seubert       | 23.04.1987 | Alemanha      | Neoprofissional         |

1. ↑  Desde 1 de julho

### 2011
| Nome                | Nascimento | Nacionalidade  | Equipa de 2010                     |
| Michael Bär         | 12.03.1988 | Suíça          | Atlas Pessoal                      |
| Jan Bárta           | 07.12.1984 | Chéquia        | Team NetApp                        |
| Eric Baumann        | 21.03.1980 | Alemanha       | Team NetApp                        |
| Cessar Benedetti    | 03.08.1987 | Itália         | Team NetApp                        |
| Dimitri Claeys      | 18.06.1987 | Bélgica        | Team NetApp                        |
| Steven Cozza        | 03.03.1985 | Estados Unidos | Garmin-Transitions                 |
| Jesús del Nero      | 16.03.1982 | Espanha        | Centro Ciclismo de Loulé-Louletano |
| Andreas Dietziker   | 15.10.1982 | Suíça          | Team NetApp                        |
| Alexander Gottfried | 05.07.1985 | Cazaquistão    | Team NetApp                        |
| David Hesselbarth   | 04.06.1988 | Alemanha       | Heizomat                           |
| Bartosz Huzarski    | 27.10.1980 | Polónia        | ISD-Neri                           |
| Leopold König       | 15.11.1987 | Chéquia        | PSK Whirlpool-Author               |
| Robert Retschke     | 17.12.1980 | Alemanha       | Continental Team Differdange       |
| Andreas Schillinger | 13.07.1983 | Alemanha       | Team NetApp                        |
| Daniel Schorn       | 21.10.1988 | Áustria        | Team NetApp                        |
| Michael Schwarzmann | 07.01.1991 | Alemanha       | Team NetApp                        |
| Timon Seubert       | 23.04.1987 | Alemanha       | Team NetApp                        |

### 2012
| Nome                | Nascimento | Nacionalidade  | Equipa de 2011               |
| Jan Bárta           | 07/12/1984 | Chéquia        | Team NetApp                  |
| Jérôme Baugnies     | 01/04/1987 | Bélgica        | Topsport Vlaanderen-Mercator |
| Cessar Benedetti    | 03/08/1987 | Itália         | Team NetApp                  |
| Matthias Brändle    | 07/12/1989 | Áustria        | Geox-TMC                     |
| Steven Cozza        | 03/03/1985 | Estados Unidos | Team NetApp                  |
| Andreas Dietziker   | 15/10/1982 | Suíça          | Team NetApp                  |
| Markus Eichler      | 18/02/1982 | Alemanha       | Team NSP                     |
| Repto Hollenstein   | 22/08/1985 | Suíça          | Team Vorarlberg              |
| Bartosz Huzarski    | 27/10/1980 | Polónia        | Team NetApp                  |
| Grischa Janorschke  | 30/05/1987 | Alemanha       | Nutrixxion-Sparkasse         |
| Blaž Jarc           | 17/07/1988 | Eslovênia      | Adria Mobil                  |
| Leopold König       | 15/11/1987 | Chéquia        | Team NetApp                  |
| Andreas Schillinger | 13/07/1983 | Alemanha       | Team NetApp                  |
| Daniel Schorn       | 21/10/1988 | Áustria        | Team NetApp                  |
| André Schulze       | 21/11/1974 | Alemanha       | CCC Polsat Polkowice         |
| Michael Schwarzmann | 07/01/1991 | Alemanha       | Team NetApp                  |
| Timon Seubert       | 23/04/1987 | Alemanha       | Team NetApp                  |
| Marcel Wyss         | 25/06/1986 | Suíça          | Geox-TMC                     |

1. ↑  Até 29 de fevereiro
2. ↑  Desde 8 de março

## Team NetApp-Endura

### 2013

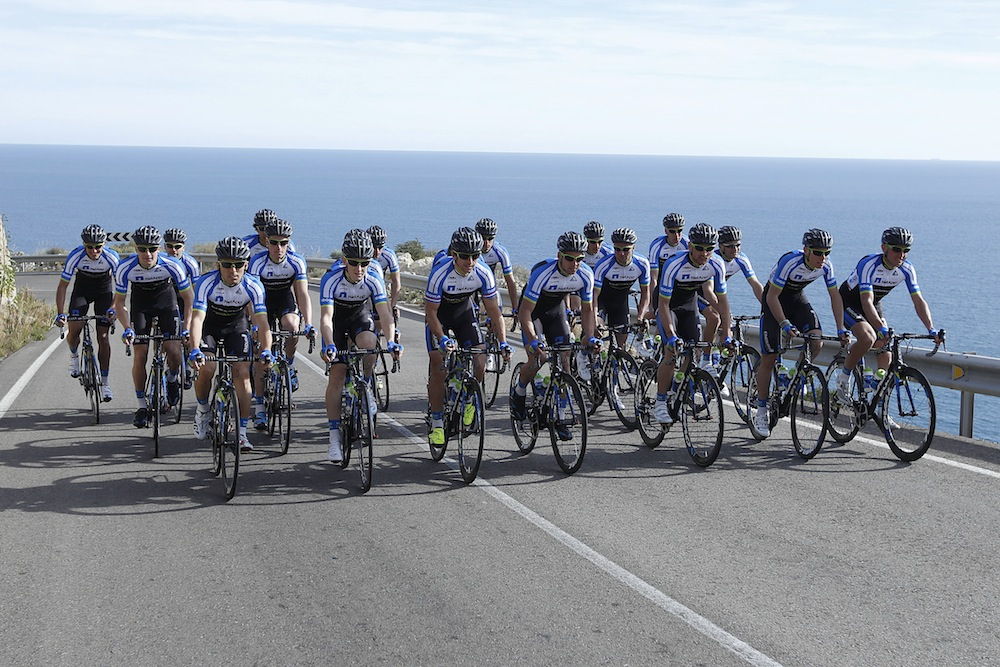
O modelo em 2013

| Nome                 | Nascimento | Nacionalidade | Equipa de 2012         |
| Jan Bárta            | 07/12/1984 | Chéquia       | Team NetApp            |
| Cessar Benedetti     | 03/08/1987 | Itália        | Team NetApp            |
| Iker Camaño          | 14/03/1979 | Espanha       | Endura Racing          |
| David de la Cruz     | 06/05/1989 | Espanha       | Caja Rural             |
| Zakkari Dempster     | 27/09/1987 | Austrália     | Endura Racing          |
| Russell Downing      | 23/08/1978 | Reino Unido   | Endura Racing          |
| Markus Eichler       | 18/02/1982 | Alemanha      | Team NetApp            |
| Bartosz Huzarski     | 27/10/1980 | Polónia       | Team NetApp            |
| Blaž Jarc            | 17/07/1988 | Eslovênia     | Team NetApp            |
| Roger Kluge          | 05/02/1986 | Alemanha      | Argos-Shimano          |
| Leopold König        | 15/11/1987 | Chéquia       | Team NetApp            |
| Ralf Matzka          | 24/08/1989 | Alemanha      | Thüringer Energie Team |
| Jonathan McEvoy      | 02/02/1989 | Reino Unido   | Endura Racing          |
| José Mendes          | 24/04/1985 | Portugal      | A Alumínios-Antarte    |
| Erick Rowsell        | 27/07/1990 | Reino Unido   | Endura Racing          |
| Scott Thwaites       | 12/02/1990 | Reino Unido   | Endura Racing          |
| Andreas Schillinger  | 13/07/1983 | Alemanha      | Team NetApp            |
| Daniel Schorn        | 21/10/1988 | Áustria       | Team NetApp            |
| Michael Schwarzmann  | 07/01/1991 | Alemanha      | Team NetApp            |
| Paul Voss            | 26/03/1986 | Alemanha      | Endura Racing          |
| Alexander Wetterhall | 12/04/1986 | Suécia        | Endura Racing          |

### 2014
| Nome                | Nascimento | Nacionalidade | Equipa de 2013        |
| Jan Bárta           | 07/12/1984 | Chéquia       | Team NetApp-Endura    |
| Cessar Benedetti    | 03/08/1987 | Itália        | Team NetApp-Endura    |
| Sam Bennett         | 16/10/1990 | Irlanda       | An Post-ChainReaction |
| Iker Camaño         | 14/03/1979 | Espanha       | Team NetApp-Endura    |
| David de la Cruz    | 06/05/1989 | Espanha       | Team NetApp-Endura    |
| Zakkari Dempster    | 27/09/1987 | Austrália     | Team NetApp-Endura    |
| Bartosz Huzarski    | 27/10/1980 | Polónia       | Team NetApp-Endura    |
| Blaž Jarc           | 17/07/1988 | Eslovênia     | Team NetApp-Endura    |
| Leopold König       | 15/11/1987 | Chéquia       | Team NetApp-Endura    |
| Tiago Machado       | 18/10/1985 | Portugal      | RadioShack Leopard    |
| Ralf Matzka         | 24/08/1989 | Alemanha      | Team NetApp-Endura    |
| Jonathan McEvoy     | 02/02/1989 | Reino Unido   | Team NetApp-Endura    |
| José Mendes         | 24/04/1985 | Portugal      | Team NetApp-Endura    |
| Frantisek Padour    | 19/01/1988 | Chéquia       | Bauknecht-Author      |
| Erick Rowsell       | 27/07/1990 | Reino Unido   | Team NetApp-Endura    |
| Andreas Schillinger | 13/07/1983 | Alemanha      | Team NetApp-Endura    |
| Daniel Schorn       | 21/10/1988 | Áustria       | Team NetApp-Endura    |
| Michael Schwarzmann | 07/01/1991 | Alemanha      | Team NetApp-Endura    |
| Scott Thwaites      | 12/02/1990 | Reino Unido   | Team NetApp-Endura    |
| Paul Voss           | 26/03/1986 | Alemanha      | Team NetApp-Endura    |

Stagiaires

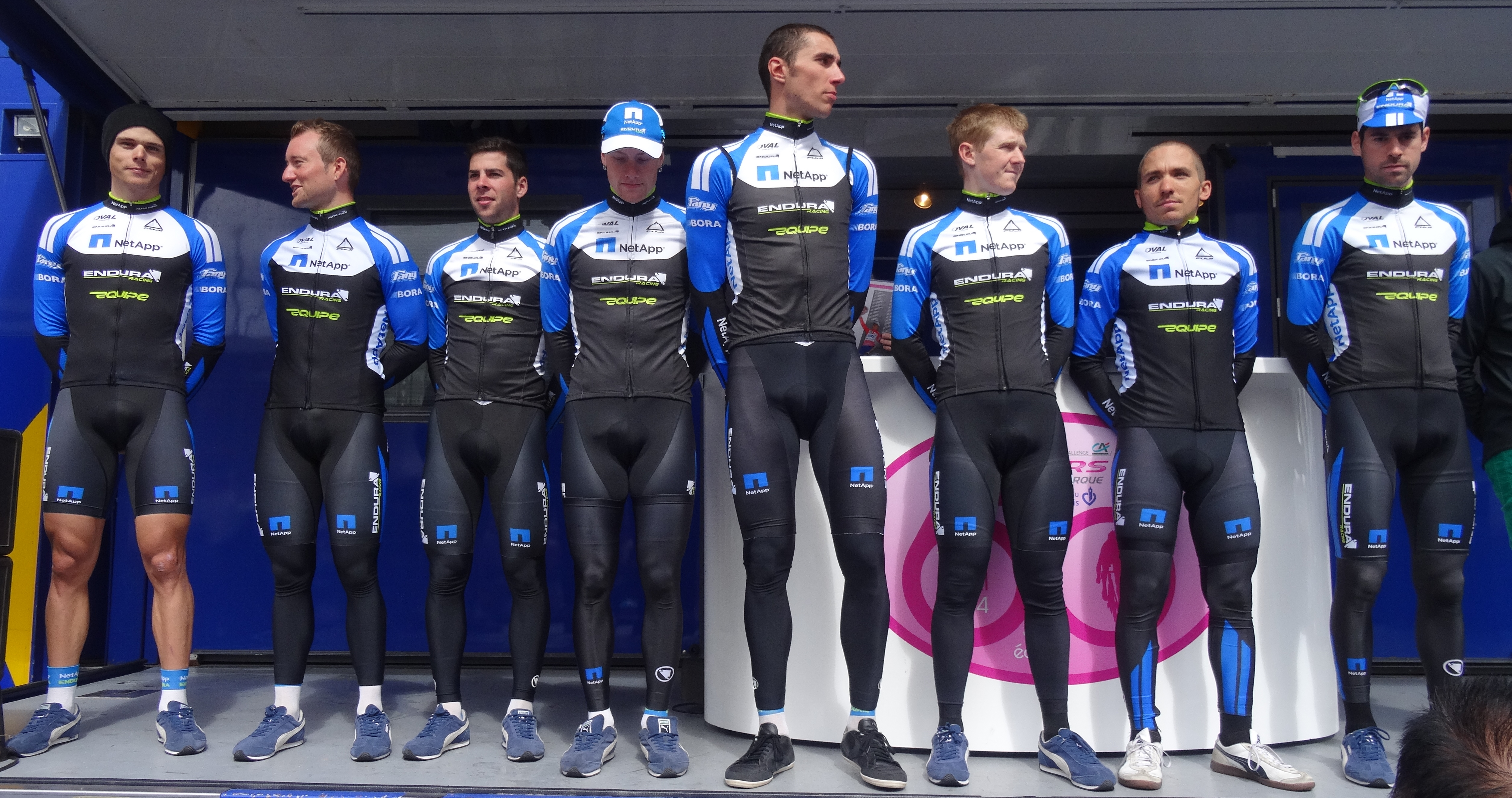
Alguns corredores nos Quatro Dias de Dunquerque 2014.

Desde a 1 de agosto, os seguintes corredores passaram a fazer parte da equipa como stagiaires (aprendizes à prova).
| Corredor          | Nascimento | Nacionalidade | Equipa 2014                   |
| ----------------- | ---------- | ------------- | ----------------------------- |
| Patrick Konrad    | 13/10/1991 | Áustria       | Team Gourmetfein Simplon Wels |
| Alexander Krieger | 28/11/1991 | Alemanha      | Team Stuttgart                |
| Gregor Mühlberger | 04/04/1994 | Áustria       | Tirol Cycling Team            |

## Bora-Argon 18

### 2015
| Nome                | Nascimento | Nacionalidade | Equipa de 2014                |
| Shane Archbold      | 02/02/1989 | Nova Zelândia | An Post-ChainReaction         |
| Jan Bárta           | 07/12/1984 | Chéquia       | Team NetApp-Endura            |
| Phil Bauhaus        | 08/07/1994 | Alemanha      | Team Stölting                 |
| Cessar Benedetti    | 03/08/1987 | Itália        | Team NetApp-Endura            |
| Sam Bennett         | 16/10/1990 | Irlanda       | Team NetApp-Endura            |
| Emanuel Buchmann    | 18/11/1992 | Alemanha      | Rad-Net Rose Team             |
| Zakkari Dempster    | 27/09/1987 | Austrália     | Team NetApp-Endura            |
| Bartosz Huzarski    | 27/10/1980 | Polónia       | Team NetApp-Endura            |
| Patrick Konrad      | 13/10/1991 | Áustria       | Team Gourmetfein Simplon Wels |
| Ralf Matzka         | 24/08/1989 | Alemanha      | Team NetApp-Endura            |
| José Mendes         | 24/04/1985 | Portugal      | Team NetApp-Endura            |
| Dominik Nerz        | 25/08/1989 | Alemanha      | BMC Racing Team               |
| Christoph Pfingsten | 20/11/1987 | Alemanha      | De Rijke-Shanks               |
| Cristiano Salerno   | 18/02/1985 | Itália        | Cannondale Pro Cycling        |
| Andreas Schillinger | 13/07/1983 | Alemanha      | Team NetApp-Endura            |
| Daniel Schorn       | 21/10/1988 | Áustria       | Team NetApp-Endura            |
| Michael Schwarzmann | 07/01/1991 | Alemanha      | Team NetApp-Endura            |
| Björn Thurau        | 23/07/1988 | Alemanha      | Team Europcar                 |
| Scott Thwaites      | 12/02/1990 | Reino Unido   | Team NetApp-Endura            |
| Paul Voss           | 26/03/1986 | Alemanha      | Team NetApp-Endura            |

Stagiaires

Desde a 1 de agosto, os seguintes corredores passaram a fazer parte da equipa como stagiaires (aprendizes à prova).
| Corredor          | Nascimento | Nacionalidade | Equipa 2015                  |
| ----------------- | ---------- | ------------- | ---------------------------- |
| Gregor Mühlberger | 04/04/1994 | Áustria       | Team Felbermayr-Simplon Wels |
| Lukas Pöstlberger | 10/01/1992 | Áustria       | Tirol Cycling Team           |

### 2016
| Nome                | Nascimento | Nacionalidade | Equipa de 2015            |
| Shane Archbold      | 02/02/1989 | Nova Zelândia | Bora-Argon 18             |
| Jan Bárta           | 07/12/1984 | Chéquia       | Bora-Argon 18             |
| Phil Bauhaus        | 08/07/1994 | Alemanha      | Bora-Argon 18             |
| Cessar Benedetti    | 03/08/1987 | Itália        | Bora-Argon 18             |
| Sam Bennett         | 16/10/1990 | Irlanda       | Bora-Argon 18             |
| Emanuel Buchmann    | 18/11/1992 | Alemanha      | Bora-Argon 18             |
| Zakkari Dempster    | 27/09/1987 | Austrália     | Bora-Argon 18             |
| Silvio Herklotz     | 06/05/1994 | Alemanha      | Team Stölting             |
| Bartosz Huzarski    | 27/10/1980 | Polónia       | Bora-Argon 18             |
| Patrick Konrad      | 13/10/1991 | Áustria       | Bora-Argon 18             |
| Ralf Matzka         | 24/08/1989 | Alemanha      | Bora-Argon 18             |
| José Mendes         | 24/04/1985 | Portugal      | Bora-Argon 18             |
| Gregor Mühlberger   | 04/04/1994 | Áustria       | Bora-Argon 18 (stagiaire) |
| Dominik Nerz        | 25/08/1989 | Alemanha      | Bora-Argon 18             |
| Christoph Pfingsten | 20/11/1987 | Alemanha      | Bora-Argon 18             |
| Lukas Pöstlberger   | 10/01/1992 | Áustria       | Bora-Argon 18 (stagiaire) |
| Andreas Schillinger | 13/07/1983 | Alemanha      | Bora-Argon 18             |
| Michael Schwarzmann | 07/01/1991 | Alemanha      | Bora-Argon 18             |
| Rüdiger Selig       | 19/02/1989 | Alemanha      | Katusha Team              |
| Scott Thwaites      | 12/02/1990 | Reino Unido   | Bora-Argon 18             |
| Paul Voss           | 26/03/1986 | Alemanha      | Bora-Argon 18             |

## Bora-Hansgrohe

### 2017
| Nome                | Nascimento  | Nacionalidade | Equipa de 2016    |
| Pascal Ackermann    | 17/01/1994  | Alemanha      | Rad-Net Rose Team |
| Shane Archbold      | 02/02/1989  | Nova Zelândia | Bora-Argon 18     |
| Jan Bárta           | 07/12/1984  | Chéquia       | Bora-Argon 18     |
| Erik Baška          | 12/01/1994  | Eslováquia    | Tinkoff           |
| Cessar Benedetti    | 03/08/1987  | Itália        | Bora-Argon 18     |
| Sam Bennett         | 16/10/1990  | Irlanda       | Bora-Argon 18     |
| Maciej Bodnar       | 07/03/1985  | Polónia       | Tinkoff           |
| Emanuel Buchmann    | 18/11/1992  | Alemanha      | Bora-Argon 18     |
| Marcus Burghardt    | 30/06/1983  | Alemanha      | BMC Racing Team   |
| Silvio Herklotz     | 06/05/1994  | Alemanha      | Bora-Argon 18     |
| Michal Kolář        | /21/12/1992 | Eslováquia    | Tinkoff           |
| Patrick Konrad      | 13/10/1991  | Áustria       | Bora-Argon 18     |
| Leopold König       | 15/11/1987  | Chéquia       | Team Sky          |
| Rafał Majka         | 12/09/1989  | Polónia       | Tinkoff           |
| Jay McCarthy        | 08/09/1992  | Austrália     | Tinkoff           |
| José Mendes         | 24/04/1985  | Portugal      | Bora-Argon 18     |
| Gregor Mühlberger   | 04/04/1994  | Áustria       | Bora-Argon 18     |
| Matteo Pelucchi     | 21/01/1989  | Itália        | IAM Cycling       |
| Christoph Pfingsten | 20/11/1987  | Alemanha      | Bora-Argon 18     |
| Paweł Poljański     | 06/05/1990  | Polónia       | Tinkoff           |
| Lukas Pöstlberger   | 10/01/1992  | Áustria       | Bora-Argon 18     |
| Juraj Sagan         | 23/12/1988  | Eslováquia    | Tinkoff           |
| Peter Sagan         | 26/01/1990  | Eslováquia    | Tinkoff           |
| Aleksejs Saramotins | 08/04/1982  | Letônia       | IAM Cycling       |
| Andreas Schillinger | 13/07/1983  | Alemanha      | Bora-Argon 18     |
| Michael Schwarzmann | 07/01/1991  | Alemanha      | Bora-Argon 18     |
| Rüdiger Selig       | 19/02/1989  | Alemanha      | Bora-Argon 18     |

### 2018
| Nome                | Nascimento | Nacionalidade | Equipa de 2017        |
| Pascal Ackermann    | 17/01/1994 | Alemanha      | Bora-Hansgrohe        |
| Erik Baška          | 12/01/1994 | Eslováquia    | Bora-Hansgrohe        |
| Cessar Benedetti    | 03/08/1987 | Itália        | Bora-Hansgrohe        |
| Sam Bennett         | 16/10/1990 | Irlanda       | Bora-Hansgrohe        |
| Maciej Bodnar       | 07/03/1985 | Polónia       | Bora-Hansgrohe        |
| Emanuel Buchmann    | 18/11/1992 | Alemanha      | Bora-Hansgrohe        |
| Marcus Burghardt    | 30/06/1983 | Alemanha      | Bora-Hansgrohe        |
| Davide Formolo      | 25/10/1992 | Itália        | Cannondale-Drapac     |
| Felix Großschartner | 23/12/1993 | Áustria       | CCC Sprandi Polkowice |
| Peter Kennaugh      | 15/06/1989 | Reino Unido   | Team Sky              |
| Michal Kolář        | 21/12/1992 | Eslováquia    | Bora-Hansgrohe        |
| Patrick Konrad      | 13/10/1991 | Áustria       | Bora-Hansgrohe        |
| Leopold König       | 15/11/1987 | Chéquia       | Bora-Hansgrohe        |
| Rafał Majka         | 12/09/1989 | Polónia       | Bora-Hansgrohe        |
| Jay McCarthy        | 08/09/1992 | Austrália     | Bora-Hansgrohe        |
| Gregor Mühlberger   | 04/04/1994 | Áustria       | Bora-Hansgrohe        |
| Daniel Oss          | 13/01/1987 | Itália        | BMC Racing            |
| Matteo Pelucchi     | 21/01/1989 | Itália        | Bora-Hansgrohe        |
| Christoph Pfingsten | 20/11/1987 | Alemanha      | Bora-Hansgrohe        |
| Paweł Poljański     | 06/05/1990 | Polónia       | Bora-Hansgrohe        |
| Lukas Pöstlberger   | 10/01/1992 | Áustria       | Bora-Hansgrohe        |
| Juraj Sagan         | 23/12/1988 | Eslováquia    | Bora-Hansgrohe        |
| Peter Sagan         | 26/01/1990 | Eslováquia    | Bora-Hansgrohe        |
| Aleksejs Saramotins | 08/04/1982 | Letônia       | Bora-Hansgrohe        |
| Andreas Schillinger | 13/07/1983 | Alemanha      | Bora-Hansgrohe        |
| Michael Schwarzmann | 07/01/1991 | Alemanha      | Bora-Hansgrohe        |
| Rüdiger Selig       | 19/02/1989 | Alemanha      | Bora-Hansgrohe        |

1. ↑  Até 24 de junho

Stagiaires

Desde a 1 de agosto, os seguintes corredores passaram a fazer parte da equipa como stagiaires (aprendizes à prova).
| Corredor            | Nascimento | Nacionalidade | Equipa 2018        |
| ------------------- | ---------- | ------------- | ------------------ |
| Johannes Schinnagel | 29/05/1996 | Alemanha      | Tirol Cycling Team |

### 2019
| Corredor              | Nascimento | Nacionalidade | Equipa de 2018    |
| Pascal Ackermann      | 17/01/1994 | Alemanha      | Bora-Hansgrohe    |
| Shane Archbold        | 02/02/1989 | Nova Zelândia | Aqua Blue Sport   |
| Erik Baška            | 12/01/1994 | Eslováquia    | Bora-Hansgrohe    |
| Cessar Benedetti      | 03/08/1987 | Itália        | Bora-Hansgrohe    |
| Sam Bennett           | 16/10/1990 | Irlanda       | Bora-Hansgrohe    |
| Maciej Bodnar         | 07/03/1985 | Polónia       | Bora-Hansgrohe    |
| Emanuel Buchmann      | 18/11/1992 | Alemanha      | Bora-Hansgrohe    |
| Marcus Burghardt      | 30/06/1983 | Alemanha      | Bora-Hansgrohe    |
| Jempy Drucker         | 03/09/1986 | Luxemburgo    | BMC Racing Team   |
| Davide Formolo        | 25/10/1992 | Itália        | Bora-Hansgrohe    |
| Oscar Gatto           | 01/01/1985 | Itália        | Astana Pro Team   |
| Felix Großschartner   | 23/12/1993 | Áustria       | Bora-Hansgrohe    |
| Peter Kennaugh        | 15/06/1989 | Reino Unido   | Bora-Hansgrohe    |
| Leopold König         | 15/11/1987 | Chéquia       | Bora-Hansgrohe    |
| Patrick Konrad        | 13/10/1991 | Áustria       | Bora-Hansgrohe    |
| Rafał Majka           | 12/09/1989 | Polónia       | Bora-Hansgrohe    |
| Jay McCarthy          | 08/09/1992 | Austrália     | Bora-Hansgrohe    |
| Gregor Mühlberger     | 04/04/1994 | Áustria       | Bora-Hansgrohe    |
| Daniel Oss            | 13/01/1987 | Itália        | Bora-Hansgrohe    |
| Christoph Pfingsten   | 20/11/1987 | Alemanha      | Bora-Hansgrohe    |
| Paweł Poljański       | 06/05/1990 | Polónia       | Bora-Hansgrohe    |
| Lukas Pöstlberger     | 10/01/1992 | Áustria       | Bora-Hansgrohe    |
| Juraj Sagan           | 23/12/1988 | Eslováquia    | Bora-Hansgrohe    |
| Peter Sagan           | 26/01/1990 | Eslováquia    | Bora-Hansgrohe    |
| Maximilian Schachmann | 09/01/1994 | Alemanha      | Quick-Step Floors |
| Andreas Schillinger   | 13/07/1983 | Alemanha      | Bora-Hansgrohe    |
| Michael Schwarzmann   | 07/01/1991 | Alemanha      | Bora-Hansgrohe    |
| Rüdiger Selig         | 19/02/1989 | Alemanha      | Bora-Hansgrohe    |

1. ↑  Desde 11 de abril
2. ↑  Até 5 de abril

### 2020
| Corredor              | Nascimento | Nacionalidade | Equipa de 2019         |
| Pascal Ackermann      | 17/01/1994 | Alemanha      | Bora-Hansgrohe         |
| Erik Baška            | 12/01/1994 | Eslováquia    | Bora-Hansgrohe         |
| Cessar Benedetti      | 03/08/1987 | Itália        | Bora-Hansgrohe         |
| Maciej Bodnar         | 07/03/1985 | Polónia       | Bora-Hansgrohe         |
| Emanuel Buchmann      | 18/11/1992 | Alemanha      | Bora-Hansgrohe         |
| Marcus Burghardt      | 30/06/1983 | Alemanha      | Bora-Hansgrohe         |
| Jempy Drucker         | 03/09/1986 | Luxemburgo    | Bora-Hansgrohe         |
| Matteo Fabbro         | 10/04/1995 | Itália        | Team Katusha-Alpecin   |
| Patrick Gamper        | 18/02/1997 | Áustria       | Tirol KTM Cycling Team |
| Oscar Gatto           | 01/01/1985 | Itália        | Bora-Hansgrohe         |
| Felix Großschartner   | 23/12/1993 | Áustria       | Bora-Hansgrohe         |
| Lennard Kämna         | 09/09/1996 | Alemanha      | Team Sunweb            |
| Patrick Konrad        | 13/10/1991 | Áustria       | Bora-Hansgrohe         |
| Martin Laas           | 15/09/1993 | Estónia       | Team Illuminate        |
| Rafał Majka           | 12/09/1989 | Polónia       | Bora-Hansgrohe         |
| Jay McCarthy          | 08/09/1992 | Austrália     | Bora-Hansgrohe         |
| Gregor Mühlberger     | 04/04/1994 | Áustria       | Bora-Hansgrohe         |
| Daniel Oss            | 13/01/1987 | Itália        | Bora-Hansgrohe         |
| Paweł Poljański       | 06/05/1990 | Polónia       | Bora-Hansgrohe         |
| Lukas Pöstlberger     | 10/01/1992 | Áustria       | Bora-Hansgrohe         |
| Juraj Sagan           | 23/12/1988 | Eslováquia    | Bora-Hansgrohe         |
| Peter Sagan           | 26/01/1990 | Eslováquia    | Bora-Hansgrohe         |
| Maximilian Schachmann | 09/01/1994 | Alemanha      | Bora-Hansgrohe         |
| Ide Schelling         | 06/02/1998 | Países Baixos | SEG Racing Academy     |
| Andreas Schillinger   | 13/07/1983 | Alemanha      | Bora-Hansgrohe         |
| Michael Schwarzmann   | 07/01/1991 | Alemanha      | Bora-Hansgrohe         |
| Rüdiger Selig         | 19/02/1989 | Alemanha      | Bora-Hansgrohe         |

### 2021
| Corredor              | Nascimento | Nacionalidade | Equipa de 2020          |
| Pascal Ackermann      | 17/01/1994 | Alemanha      | Bora-Hansgrohe          |
| Giovanni Aleotti      | 25/05/1999 | Itália        | Cycling Team Friuli ASD |
| Erik Baška            | 12/01/1994 | Eslováquia    | Bora-Hansgrohe          |
| Cessar Benedetti      | 03/08/1987 | Polónia       | Bora-Hansgrohe          |
| Maciej Bodnar         | 07/03/1985 | Polónia       | Bora-Hansgrohe          |
| Emanuel Buchmann      | 18/11/1992 | Alemanha      | Bora-Hansgrohe          |
| Marcus Burghardt      | 30/06/1983 | Alemanha      | Bora-Hansgrohe          |
| Matteo Fabbro         | 10/04/1995 | Itália        | Bora-Hansgrohe          |
| Patrick Gamper        | 18/02/1997 | Áustria       | Bora-Hansgrohe          |
| Felix Großschartner   | 23/12/1993 | Áustria       | Bora-Hansgrohe          |
| Lennard Kämna         | 09/09/1996 | Alemanha      | Bora-Hansgrohe          |
| Wilco Kelderman       | 25/03/1991 | Países Baixos | Team Sunweb             |
| Patrick Konrad        | 13/10/1991 | Áustria       | Bora-Hansgrohe          |
| Martin Laas           | 15/09/1993 | Estónia       | Bora-Hansgrohe          |
| Jordi Meeus           | 01/07/1998 | Bélgica       | SEG Racing Academy      |
| Daniel Oss            | 13/01/1987 | Itália        | Bora-Hansgrohe          |
| Anton Palzer          | 11/03/1993 | Alemanha      | Neoprofissional         |
| Nils Politt           | 06/03/1994 | Alemanha      | Israel Start-Up Nation  |
| Lukas Pöstlberger     | 10/01/1992 | Áustria       | Bora-Hansgrohe          |
| Juraj Sagan           | 23/12/1988 | Eslováquia    | Bora-Hansgrohe          |
| Peter Sagan           | 26/01/1990 | Eslováquia    | Bora-Hansgrohe          |
| Maximilian Schachmann | 09/01/1994 | Alemanha      | Bora-Hansgrohe          |
| Ide Schelling         | 06/02/1998 | Países Baixos | Bora-Hansgrohe          |
| Andreas Schillinger   | 13/07/1983 | Alemanha      | Bora-Hansgrohe          |
| Michael Schwarzmann   | 07/01/1991 | Alemanha      | Bora-Hansgrohe          |
| Rüdiger Selig         | 19/02/1989 | Alemanha      | Bora-Hansgrohe          |
| Matthew Walls         | 20/04/1998 | Reino Unido   | Neoprofissional         |
| Frederik Wandahl      | 09/05/2001 | Dinamarca     | ColoQuick               |
| Ben Zwiehoff          | 22/02/1994 | Alemanha      | Neoprofissional         |

1. ↑  Desde 1 de abril

### 2022
| Corredor              | Nascimento | Nacionalidade | Equipa de 2021                     |
| Giovanni Aleotti      | 25/05/1999 | Itália        | Bora-Hansgrohe                     |
| Shane Archbold        | 02/02/1989 | Nova Zelândia | Deceuninck-Quick Step              |
| Cessar Benedetti      | 03/08/1987 | Polónia       | Bora-Hansgrohe                     |
| Sam Bennett           | 16/10/1990 | Irlanda       | Deceuninck-Quick Step              |
| Emanuel Buchmann      | 18/11/1992 | Alemanha      | Bora-Hansgrohe                     |
| Matteo Fabbro         | 10/04/1995 | Itália        | Bora-Hansgrohe                     |
| Patrick Gamper        | 18/02/1997 | Áustria       | Bora-Hansgrohe                     |
| Felix Großschartner   | 23/12/1993 | Áustria       | Bora-Hansgrohe                     |
| Marco Haller          | 01/04/1991 | Áustria       | Team Bahrain Victorious            |
| Sergio Higuita        | 01/08/1997 | Colômbia      | EF Education-NIPPO                 |
| Jai Hindley           | 05/05/1996 | Austrália     | Team DSM                           |
| Lennard Kämna         | 09/09/1996 | Alemanha      | Bora-Hansgrohe                     |
| Wilco Kelderman       | 25/03/1991 | Países Baixos | Bora-Hansgrohe                     |
| Jonas Koch            | 25/06/1993 | Alemanha      | Intermarché-Wanty-Gobert Matériaux |
| Patrick Konrad        | 13/10/1991 | Áustria       | Bora-Hansgrohe                     |
| Martin Laas           | 15/09/1993 | Estónia       | Bora-Hansgrohe                     |
| Luis-Joe Lührs        | 20/01/2003 | Alemanha      | Neoprofissional                    |
| Jordi Meeus           | 01/07/1998 | Bélgica       | Bora-Hansgrohe                     |
| Ryan Mullen           | 07/08/1994 | Irlanda       | Trek-Segafredo                     |
| Anton Palzer          | 11/03/1993 | Alemanha      | Bora-Hansgrohe                     |
| Nils Politt           | 06/03/1994 | Alemanha      | Bora-Hansgrohe                     |
| Lukas Pöstlberger     | 10/01/1992 | Áustria       | Bora-Hansgrohe                     |
| Maximilian Schachmann | 09/01/1994 | Alemanha      | Bora-Hansgrohe                     |
| Ide Schelling         | 06/02/1998 | Países Baixos | Bora-Hansgrohe                     |
| Cian Uijtdebroeks     | 28/02/2003 | Bélgica       | Neoprofissional                    |
| Danny van Poppel      | 26/07/1993 | Países Baixos | Intermarché-Wanty-Gobert Matériaux |
| Aleksandr Vlasov      | 23/04/1996 | Rússia        | Astana-Premier Tech                |
| Matthew Walls         | 20/04/1998 | Reino Unido   | Bora-Hansgrohe                     |
| Frederik Wandahl      | 09/05/2001 | Dinamarca     | Bora-Hansgrohe                     |
| Ben Zwiehoff          | 22/02/1994 | Alemanha      | Bora-Hansgrohe                     |

Stagiaires

Desde 1 de agosto, os seguintes corredores passaram a fazer parte da equipa como stagiaires (aprendizes à prova).
| Corredor         | Nascimento | Nacionalidade | Equipa 2022            |
| ---------------- | ---------- | ------------- | ---------------------- |
| Florian Lipowitz | 21/09/2000 | Alemanha      | Tirol KTM Cycling Team |

### 2023
| Corredor              | Nascimento | Nacionalidade | Equipa de 2022             |
| Giovanni Aleotti      | 25/05/1999 | Itália        | Bora-Hansgrohe             |
| Shane Archbold        | 02/02/1989 | Nova Zelândia | Bora-Hansgrohe             |
| Cessar Benedetti      | 03/08/1987 | Polónia       | Bora-Hansgrohe             |
| Sam Bennett           | 16/10/1990 | Irlanda       | Bora-Hansgrohe             |
| Emanuel Buchmann      | 18/11/1992 | Alemanha      | Bora-Hansgrohe             |
| Nico Denz             | 15/02/1994 | Alemanha      | Team DSM                   |
| Matteo Fabbro         | 10/04/1995 | Itália        | Bora-Hansgrohe             |
| Patrick Gamper        | 18/02/1997 | Áustria       | Bora-Hansgrohe             |
| Marco Haller          | 01/04/1991 | Áustria       | Bora-Hansgrohe             |
| Sergio Higuita        | 01/08/1997 | Colômbia      | Bora-Hansgrohe             |
| Jai Hindley           | 05/05/1996 | Austrália     | Bora-Hansgrohe             |
| Bob Jungels           | 22/09/1992 | Luxemburgo    | AG2R Citroën Team          |
| Lennard Kämna         | 09/09/1996 | Alemanha      | Bora-Hansgrohe             |
| Jonas Koch            | 25/06/1993 | Alemanha      | Bora-Hansgrohe             |
| Patrick Konrad        | 13/10/1991 | Áustria       | Bora-Hansgrohe             |
| Victor Koretzky       | 26/08/1994 | França        | B&B Hotels-KTM             |
| Florian Lipowitz      | 21/09/2000 | Alemanha      | Bora-Hansgrohe (stagiaire) |
| Luis-Joe Lührs        | 20/01/2003 | Alemanha      | Bora-Hansgrohe             |
| Jordi Meeus           | 01/07/1998 | Bélgica       | Bora-Hansgrohe             |
| Ryan Mullen           | 07/08/1994 | Irlanda       | Bora-Hansgrohe             |
| Anton Palzer          | 11/03/1993 | Alemanha      | Bora-Hansgrohe             |
| Nils Politt           | 06/03/1994 | Alemanha      | Bora-Hansgrohe             |
| Maximilian Schachmann | 09/01/1994 | Alemanha      | Bora-Hansgrohe             |
| Ide Schelling         | 06/02/1998 | Países Baixos | Bora-Hansgrohe             |
| Cian Uijtdebroeks     | 28/02/2003 | Bélgica       | Bora-Hansgrohe             |
| Danny van Poppel      | 26/07/1993 | Países Baixos | Bora-Hansgrohe             |
| Aleksandr Vlasov      | 23/04/1996 | Rússia        | Bora-Hansgrohe             |
| Matthew Walls         | 20/04/1998 | Reino Unido   | Bora-Hansgrohe             |
| Frederik Wandahl      | 09/05/2001 | Dinamarca     | Bora-Hansgrohe             |
| Ben Zwiehoff          | 22/02/1994 | Alemanha      | Bora-Hansgrohe             |